# Montecristo de Guerrero
Montecristo de Guerrero là một đô thị thuộc bang Chiapas, México. Năm 2005, dân số của đô thị này là 6511 người.